# Eishockey-Europameisterschaft der Junioren
Die Junioren-Europameisterschaft war ein jährliches Eishockeyturnier, das von 1968 bis 1998 von der Internationalen Eishockey-Föderation (IIHF) organisiert wurde. Bereits 1967 war eine  inoffizielle Junioren-Europameisterschaft ausgetragen worden. 
Von 1968 bis 1976 wurde die Europameisterschaft als U19-Wettbewerb ausgespielt, also für Spieler die jünger als 19 Jahre waren. Im Jahr 1977 führte die IIHF erstmals eine Junioren-Weltmeisterschaft für die Altersklasse U20 durch. Die IIHF änderte deswegen die Altersklasse der Europameisterschaft auf U18. 1999 wurde auch eine U18-Weltmeisterschaft eingeführt, welche die U18-Europameisterschaft ersetzte. Die C- und D-Gruppe der EM wurden noch zwei Jahre als Europa-Division I und II weitergeführt.
Der Wettbewerb wurde durch die Sowjetunion (ab 1992 Russland), Schweden, die Tschechoslowakei (ab 1993 Tschechien) und Finnland dominiert. Mit zwei Ausnahmen gingen alle Medaillen an diese vier Länder.
Die Europameisterschaft wurde ab 1969 in mehreren qualitativ aufgeteilten Gruppen mit Auf- und Abstieg zwischen den Gruppen ausgespielt. Bei der letzten Austragung 1998 nahmen 32 Länder in vier Gruppen (A, B, C und D) teil.

## Medaillenspiegel
| Rang | Land                                                                   | Goldmedaillen | Silbermedaillen | Bronzemedaillen | Gesamt  |
| ---- | ---------------------------------------------------------------------- | ------------- | --------------- | --------------- | ------- |
| 1    | Sowjetunion/ Russland * davon Sowjetunion davon Russland               | 12 11 1       | 9 7 2           | 7 5 2           | 28 23 5 |
| 2    | Schweden                                                               | 10            | 7               | 9               | 26      |
| 3    | Tschechoslowakei/ Tschechien * davon Tschechoslowakei davon Tschechien | 5 –           | 9 –             | 10 8 2          | 24 22 2 |
| 4    | Finnland                                                               | 4             | 5               | 4               | 13      |
| 5    | Deutschland                                                            | –             | 1               | –               | 1       |
| 6    | Schweiz                                                                | –             | –               | 1               | 1       |

## U19-Turniere im Überblick
| Jahr | Gastgeber                               | Europameister    | 2. Platz         | 3. Platz         |
| ---- | --------------------------------------- | ---------------- | ---------------- | ---------------- |
| 1968 | Tampere (Finnland)                      | Tschechoslowakei | UdSSR            | Schweden         |
| 1969 | Garmisch-Partenkirchen (BR Deutschland) | UdSSR            | Schweden         | Tschechoslowakei |
| 1970 | Genf (Schweiz)                          | UdSSR            | Tschechoslowakei | Schweden         |
| 1971 | Prešov (Tschechoslowakei)               | UdSSR            | Schweden         | Tschechoslowakei |
| 1972 | Boden, Luleå, Skellefteå (Schweden)     | Schweden         | UdSSR            | Tschechoslowakei |
| 1973 | Leningrad (UdSSR)                       | UdSSR            | Schweden         | Tschechoslowakei |
| 1974 | Herisau (Schweiz)                       | Schweden         | UdSSR            | Finnland         |
| 1975 | Gap, Grenoble (Frankreich)              | UdSSR            | Tschechoslowakei | Schweden         |
| 1976 | Kopřivnice, Opava (Tschechoslowakei)    | UdSSR            | Schweden         | Finnland         |

## U18-Turniere im Überblick
| Jahr | Gastgeber                                                | Europameister    | 2. Platz         | 3. Platz         |
| ---- | -------------------------------------------------------- | ---------------- | ---------------- | ---------------- |
| 1977 | Bremerhaven (BR Deutschland)                             | Schweden         | Tschechoslowakei | UdSSR            |
| 1978 | Helsinki, Vantaa (Finnland)                              | Finnland         | UdSSR            | Schweden         |
| 1979 | Kattowitz, Tychy (Polen)                                 | Tschechoslowakei | Finnland         | UdSSR            |
| 1980 | Hradec Králové (Tschechoslowakei)                        | UdSSR            | Tschechoslowakei | Schweden         |
| 1981 | Minsk (UdSSR)                                            | UdSSR            | Tschechoslowakei | Schweden         |
| 1982 | Ängelholm, Tyringe (Schweden)                            | Schweden         | Tschechoslowakei | UdSSR            |
| 1983 | Oslo, Fredrikstad, Sarpsborg (Norwegen)                  | UdSSR            | Finnland         | Tschechoslowakei |
| 1984 | Rosenheim, Garmisch, Füssen, Bad Tölz (BR Deutschland)   | UdSSR            | Tschechoslowakei | Schweden         |
| 1985 | Anglet (Frankreich)                                      | Schweden         | UdSSR            | Tschechoslowakei |
| 1986 | Düsseldorf, Krefeld, Ratingen (BR Deutschland)           | Finnland         | Schweden         | Tschechoslowakei |
| 1987 | Tampere, Kouvola, Hämeenlinna (Finnland)                 | Schweden         | Tschechoslowakei | UdSSR            |
| 1988 | Frýdek-Místek, Olmütz, Přerov, Vsetín (Tschechoslowakei) | Tschechoslowakei | Finnland         | UdSSR            |
| 1989 | Kiew (UdSSR)                                             | UdSSR            | Tschechoslowakei | Finnland         |
| 1990 | Örnsköldsvik, Sollefteå, Husum (Schweden)                | Schweden         | UdSSR            | Tschechoslowakei |
| 1991 | Prešov, Spišská Nová Ves (Tschechoslowakei)              | Tschechoslowakei | UdSSR            | Finnland         |
| 1992 | Lillehammer, Hamar (Norwegen)                            | Tschechoslowakei | Schwedien        | Russland         |
| 1993 | Nowy Targ, Oświęcim (Polen)                              | Schweden         | Russland         | Tschechien       |
| 1994 | Jyväskylä (Finnland)                                     | Schweden         | Russland         | Tschechien       |
| 1995 | Berlin (Deutschland)                                     | Finnland         | Deutschland      | Schweden         |
| 1996 | Ufa (Russland)                                           | Russland         | Finnland         | Schweden         |
| 1997 | Třebíč, Znojmo (Tschechien)                              | Finnland         | Schweden         | Schweiz          |
| 1998 | Malung, Mora (Schweden)                                  | Schweden         | Finnland         | Russland         |